# プラレールリアルクラス
プラレールリアルクラスとは、タカラトミーが発売した玩具である。

## 概要
2023年6月22日に発売されたプラレールシリーズの新シリーズである。よりリアルな大人向けのプラレールとして発売された。通常プラレールとは違い、車両塗装やパンタグラフ、座席を忠実に再現。また「飾る楽しみ」と「走らせる楽しみ」を両立させ、ディスプレイ用のリアル直線レールが付属した。また通常プラレールの情景部品とも共用できるように、屋根機器類はリアルなハイタイプとどの情景部品でも走れるロータイプの2種類が付属した。

## 歴史
少子高齢化を受け、新しい切り口として大人向けのものを立ち上げようという試みは前からあった。数々の案からリアルクラスのような商品構想開発は2019年ごろから開発のGOサインが出た。しかしどこを再現するかどこを省略するかなどかなり迷ったという。

## プラレールアドバンス技術の踏襲
かつて発売されていたプラレールアドバンスの技術がプラレールリアルクラスに踏襲されている。というのも、リアルクラスの4両編成設計や台車周りのモールドはプラレールアドバンスから踏襲されたものである。

## 通常プラレールとの違い
通常プラレールとの違いとして、次のようなものがある。
- 車両塗装やマークが塗装や印刷で再現されている。
- 窓ガラスがクリアパーツで再現されている。
- パンタグラフが再現されている。
- 座席が再現されている。
- 車両ラインナップが国鉄型車両など古い車両中心である。
- 価格が7700円である。
- 台車周りがモールドで再現されている。

などである。

## 車両商品ラインナップ

### 2023年6月22日発売
- 185系特急電車（踊り子・緑ストライプ）
- 小田急ロマンスカー（3100形・NSE）

プラレールリアルクラス最初の商品として185系と小田急3100形が発売された。2024年7月現在唯一の私鉄車両ラインナップである。また小田急3100形の座席では、ロマンスシートが再現された。また当時3100形は、技術的にパンタグラフが大型だったがリアルクラスではそこも再現された（185系よりパンタグラフサイズが大きい）。3100形のヘッドマークはサボ式で「はこね」である。185系では国鉄特急シンボルマークやグリーン車マークが塗装で再現された。また屋根上機器のクーラーも普通車とグリーン車で違うのだが、リアルクラスではそこも再現された。そのほか、185系は200番台で再現されたため前面にはダイフォンカバーも再現された。

### 2023年10月5日発売
- 485系特急電車（雷鳥）
- 185系（踊り子号・湘南ブロック色）

485系は国鉄色で発売された。パンタグラフパーツが2つになったほか、485系独特の集約分散方式の屋根部分や、交直流電車独特の複雑な屋根部分も再現された。また側面にはJNRマークが再現された。485系は非貫通型の「電気釜」と呼ばれる車両再現となり、ボンネット型ではない。そのほか屋根上機器のクーラーは車両にそのままついており、ハイタイプ・ロータイプ部品があったのはパンタグラフと運転台のみである。185系は前回の金型を塗り替えたものであるが、前回再現されていなかったグリーン車窓枠の金色が新たに再現された。

### 2024年2月22日発売
- 485系特急電車（北越・上沼垂色）

前回の商品を塗り替えたものであるが、先頭車両にグリーン車マークが再現された。また屋根部分が前回はシルバーであったが今回は黒色となった。また次回まで1種類ずつの発売となった。

### 2024年4月25日発売
- 201系通勤電車（JR西日本・オレンジ）

リアルクラス初の通勤電車商品。車内のロングシートも再現された。モデルは大阪環状線を走ってた森ノ宮電車区所属のLB9編成であり、これは201系大阪環状線のラストランを務めた車両である。また運転台が再現された。運用番号は27M、行先は大阪環状線である。

### 2024年7月13日発売
- ブルートレインあさかぜ
- 185系特急電車（新幹線リレー号）

あさかぜの牽引機はEF66電気機関車で前面ヘッドマークはありなしを選べる部品がついた。また車内の寝台やはしごもリアルに再現されたほか、カニ25の機器類も再現された。185系はヘッドマークシールが付属し新幹線リレー号・谷川・白根・あかぎ・そよかぜ・新雪・シュプール上越・特急・急行・普通・臨時・団体・回送・試運転・踊り子（L特急マークありなし）・湘南ライナー・はまかいじ・臨時特急・臨時快速が付属し、既存の185系商品と貼り替えられるとして話題となった。またリレー号色の車両には、側面にJNRマークがあるがリアルクラスでは印刷で再現された。だがシールでコストがかかってしまったためか、クーラーは成型色になってしまった。

### 2024年11月23日発売
・トワイライトエクスプレス
・201系通勤電車（JR西日本・ウグイス）
トワイライトエクスプレスの牽引機はEF81電気機関車である。ヘッドマークが今回はシールとなった。201系は大和路線で走っているものである。

## レール・情景商品ラインナップ

### 2023年6月22日発売
- リアル直線レール
- リアル曲線レール

リアルクラス新発売と同時に新発売された。通常プラレールのレールとは異なり、枕木が再現され、色もグレーとなり、リアルさが増した。2024年7月13日には、パッケージが箱から、ビニール梱包に変わり再発売された。

### 2024年11月23日発売
・島式ホームキット
・リアル複線外側曲線レール
島式ホームキットは、プラレールリアルクラス初の情景部品。リアル複線外側曲線レールによって、リアルレールで複線が作れるようになる。

## タカラトミーモール限定商品
各車両が新発売されるたびに車両・リアル直線レール4本・リアル曲線レール8本がセットになったものが発売された。2車種新発売された際は2車種とリアル直線・曲線レールあわせて12本がセットになった商品も発売された。ただし専用パッケージや専用セットではなく、通常商品を配送するだけである。